# 井田川村
井田川村（いだがわむら）は三重県鈴鹿郡にあった村。現在の亀山市の東端および鈴鹿市の南西部、関西本線・井田川駅の周辺、国道1号の沿線にあたる。

## 地理
- 山岳：茶臼山
- 河川：鈴鹿川、安楽川、椋川

## 歴史
- 1889年（明治22年）4月1日 - 町村制の施行により、海善寺村・川合村・小田村・西富田村・中富田村・和泉村および和田村・井尻村の各大部分の区域をもって発足。
- 1954年（昭和29年）10月1日 - 亀山町・昼生村・川崎村・野登村と合併して亀山市が発足。同日井田川村廃止。
- 1954年（昭和29年）12月1日 - 亀山市のうち旧村域の一部（小田町・和泉町・西富田町・中富田町）が鈴鹿市に編入。

## 交通

### 鉄道路線
- 日本国有鉄道
  - 関西本線
    - 井田川駅

### 道路
- 国道1号